# Alien Weaponry
Alien Weaponry es una banda de heavy metal de Waipu, Nueva Zelanda, formada en Auckland el 2010. Compuesta por Henry de Jong (baterista), Lewis de Jong (guitarrista) y, desde agosto de 2020 Tūranga Morgan-Edmonds (bajista); los tres miembros son de ascendencia maorí y las letras de un gran número de sus canciones están escritas en dicho idioma.

## Biografía
Alien Weaponry se formó en Auckland, el 2010, por los hermanos Henry Te Reishati y Lewis Raharuhi de Jong, baterista y guitarrista quienes contaban con diez y ocho años de edad, respectivamente. Su madre y abuelo paterno son de ascendencia neerlandesa, mientras que su padre y abuela materna son maoríes, teniendo conexiones tribales con Ngāti Pikiao y Ngāti Raukawa. 
Los hermanos de Jong bautizaron a la banda luego de ver la película de Neill Blomkamp, Sector 9.
Luego de mudarse a Waipu, se unió el bajista Ethan Trembath en abril de 2013, reemplazando a Wyatt Channings, quien había sido el bajista por un corto tiempo durante el año anterior. El padre de los hermanos de Jong, Niel, se convirtió en el manager de la banda, era un músico de rock experimentado e ingeniero de sonido, ejerciendo este último rol durante las giras; mientras que Jette, su madre, ha sido mánager de las giras y publicista.

## Miembros

### Actuales
- Lewis de Jong - Guitarra y voz, (2010 - actualidad).
- Henry de Jong - Batería y coros, (2010 - actualidad).
- Tūranga Morgan-Edmonds - Bajo y coros, (2020 - actualidad).

### Anteriores
- Wyatt Channings - Bajo y coros, (2012).
- Ethan Trembath - Bajo y coros, (2013 - 2020).

## Discografía

### Álbumes de estudio
- Tū (2018)
- Tangaroa (2021)
- Te Rā (2025)[6]